# ハノイ自然資源環境大学
ハノイ天然資源環境大学– HUNRE（ベトナム語：Đại học Tài nguyên và Môi trường HàNội）は、ベトナムの天然資源環境省および州の教育訓練省の管轄下にある国立大学。HUNREには2つのキャンパスがある。ハノイ（メインキャンパス）とタインホアである。

## 歴史
ハノイ天然資源環境大学は、ハノイ天然資源環境大学のアップグレードに基づいて、2010年8月23日の首相の決定No. 1583 / QD-TTgに基づいて設立された。 学校には60年以上の訓練の伝統があり、以前は気象小学校として知られていた。 これまでのところ、大学は学際的な訓練機関であり、中央レベルから大学院レベルで、天然資源と環境の分野で国家管理のための高品質の人材を訓練するという任務を負っている。
1955 – 2005：ハノイ気象衛生学校
ハノイ気象水文大学は、2001年2月19日、教育小学校の前身である気象小学校（1955–1960）、気象中学校（1961–1966）の決定により、決定番号721 / QD-BGD＆ĐTの下に設立された。 ）、気象学学校（1967–1976）、気象学および幹部学校（1976–1994）、およびハノイ気象学および人事学校（1994–2001））。
1955 – 1960：気象小学校
1961 – 1966：気象中学校
1967 – 1976：気象学部
1976–1994：気象学・水文学部
1994 – 2001：ハノイ気象衛生学校
2001–2005：ハノイ気象水文学大学
1971 – 2005：中央地籍の高校I：
Central Cadastral High School Iは、以前は1971年に設立されたMeasurement Middle School Fixtures and Mapsとして知られているCadastral High School I（Decision No. 179/2001 /QD-TCĐC、2001年6月6日、土地管理局）から改名された。
1971年9月1日：測地学と地図作成の高校
2001：中央地籍の高校Iに変更
2005 – 2010：ハノイ天然資源環境大学（ハノイ気象水文大学および中央地籍高校Iを設立）
ハノイ天然資源環境カレッジは、2005年6月1日の教育訓練大臣の決定第2798号/ QD-BGD＆ĐTに基づいて設立された。学校I.
2010年8月23日：ハノイ天然資源環境大学（Decision 1583/2010 / QD TTg、首相の2010年8月23日による）。
2018年4月9日、タインホア省にハノイ天然資源環境大学を設立する決定を発表した。住所は04 –トランプー、バディン区、ビンソンタウン、タインホア省である。

## 訓練科

### 大学
- 土地管理
- 天然資源管理と環境
- 海洋管理
- 水資源管理
- 旅行および旅行サービスの管理
- 経営管理
- 気候変動と持続可能な開発
- 環境工学技術
- 情報技術
- 気象学
- 測地工学–地図
- 地質工学
- 海洋気象学
- 会計士
- 天然資源経済学
- 法律
- 水文学的
- 英語
- 不動産
- マーケティングコミュニケーション
- ホテル管理
- ロジスティクスとサプライチェーン管理
- 生物学的アプリケーション

### マスターズ課程
- 環境科学
- 測地工学–地図
- 水文学
- 土地管理
- 天然資源と環境管理
- 気象学と気候学
- 会計（メジャー：会計–監査および財務分析）。
- 島と沿岸地域の管理
- 気候変動と持続可能な開発

### 医師課程
- 環境科学